# Мартин Вайнек
Мартин Вайнек (на немски: Martin Weinek) е австрийски актьор станал известен извън пределите на страната си с ролята си на „инспектор Кунц“ в сериала Комисар Рекс.
От 1983 до 1986 година Вайнек следва актьорско майсторство при Петер Йост. След като завърша той играе в театрална група 80 във Виена. Благодарение на успешното си представяне в нея, той получава още на същата година ролята момче, което обслужва асансьор във филма „Nachsaison“.
През 1987 година Вайнек участва на рурския фестивал в Реклингхаузен, Германия, където играе в театралната постановка на Георг Митендрайн „Der Lechner Edi schaut ins Paradies“ и във филма на Дитер Бернер „Müllomania“ (в превод от немски Болклукомания), където играя ролята на един болкуджия. След успешното представяне на фестивала Вайнек участва в представления на театъра „Юра Сйферт“ (Jura Soyfer) във Виена (1988-1989) както и други театри. В странични проекти той се доказва и като режисьор, драматург и продуцент. През 1989 Вайнек участва в сериала „Calafati Joe“. Между 1990 и 1991 година в ръководител на виенския градски „Метропол-Херналсер“ театър (на немски Metropol-Hernalser Stadttheater)
Наред с актьорство и драматургия Вайнек се занимава и с винарство. От 1993 година той заедно със съпругата си Ева оглежда и произвежда вино в собствената си изба край Хайлигенбрун.

## Участия в продукции
- 1989: Calavati Joe (сериал)
- 1999-2004, 2008-: Комисар Рекс (сериал)
- 2004: Silentium
- 2005: Grenzverkehr
- 2006: Unter weißen Segeln (участие в един епизод)
- 2007: Die Rosenheim-Cops (участие в един епизод)